# Barrage romain des Maures

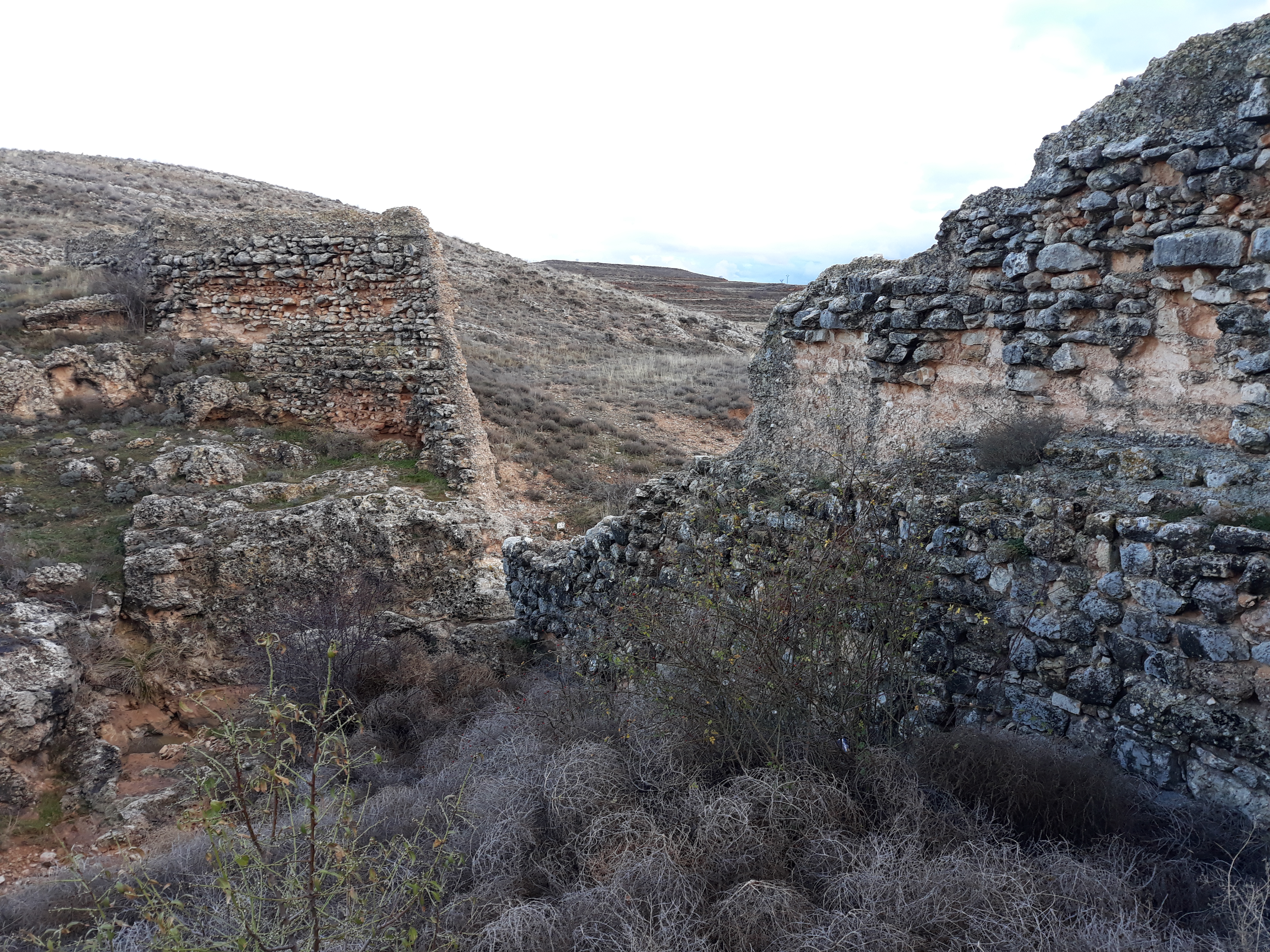
Barrage romain des Maures

Le mur des Maures (en espagnol : Pared de los Moros) est un barrage-poids romain, en ruine, situé à Muniesa, province de Teruel, Aragon, en Espagne.

## Situation
Les vestiges du barrage sont situés dans la vallée du Farlán, un affluent de la rivière Aguasvivas et, à son tour, affluent de l'Èbre,,. La structure est établie sur des affleurements de calcaire jurassique. On y accède par deux chemins ruraux de la commune de Muniesa, à 1 400 m de la zone urbaine.

## Architecture
Typologiquement, le Mur des Maures est classé comme un barrage-poids de plan irrégulier, dont le tracé polygonal est formé de cinq sections de murs-écrans, d'orientations différentes adaptées au terrain rocheux. Son épaisseur maximale est de 2,65 m dans sa partie centrale, pour une hauteur préservée de 8,4 m dans sa zone la plus élevée et environ 68 m de longueur au sommet de la structure.
Le mur-écran du barrage est composé d'un noyau d’opus caementicium de 70 cm d'épaisseur et de deux parements d’opus vittatum de 1,10 m de large qui le tapissent à l'extérieur, exécutés en calcaire gris, grès jaunâtre et conglomérats locaux. Travaillé avec du mortier de chaux et disposés en deux panneaux, le mur extérieur présente des assises continues, en appareil irrégulier et peu soigné.

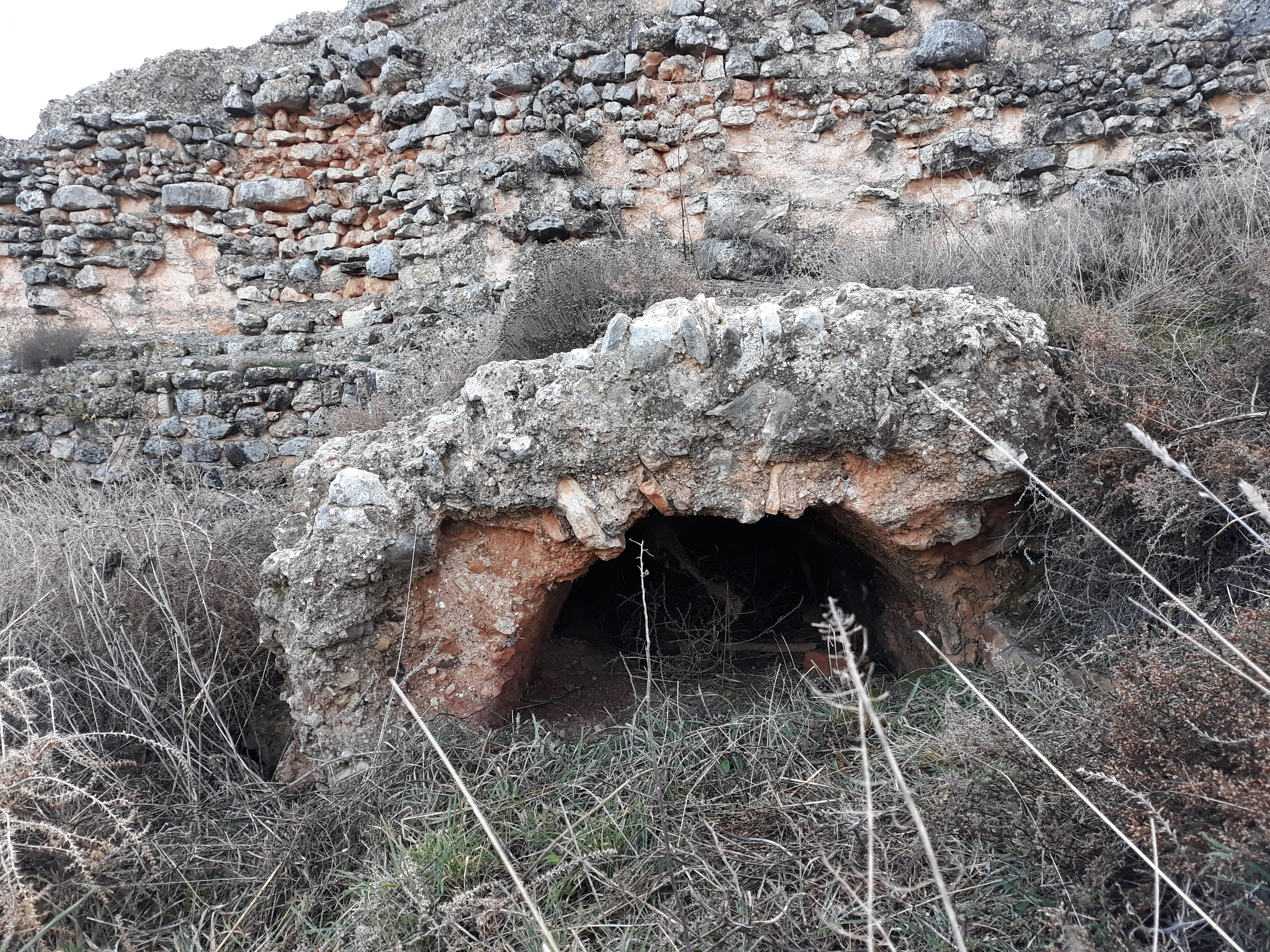
Galerie d'évacuation gauche du barrage